# SN 1995L
SN 1995L – supernowa typu Ia odkryta 26 marca 1995 roku w galaktyce NGC 5157. W momencie odkrycia miała maksymalną jasność 20,00m.